# Стела «Город воинской славы» (Малгобек)
Стела «Город воинской славы» — памятник, установленный 9 мая 2010 года в в сквере Воинской славы города Малгобека (Ингушетия), в ознаменование присвоения городу почётного звания Российской Федерации «Город воинской славы».

## Описание
8 октября 2007 года указом Президента России В. В. Путина Малгобеку было присвоено почётное звание Города воинской славы «За мужество, стойкость и массовый героизм, проявленные защитниками города в борьбе за свободу и независимость Отечества». Этого звания город был удостоен за большой вклад в победу советского народа над фашистской Германией в Великой Отечественной войне: исход Малгобекской оборонительной операции оказал существенное влияние на срыв планов противника по захвату Грозненского и Бакинского нефтяных районов, на ход битвы за Кавказ.
В соответствии с Указом Президента РФ от 1 декабря 2006 года № 1340, в каждом городе, удостоенном почётного звания «Город воинской славы», устанавливается стела, посвящённая этому событию. 7 ноября 2007 года В. В. Путин вручил мэру города грамоту о присвоении Малгобеку звания «Город воинской славы». 9 мая 2010 года в сквере Воинской славы состоялось открытие стелы, которая сразу же стала одним из символов Малгобека. В церемонии открытия принимал участие президент Ингушетии Юнус-Бек Евкуров. Архитектурно-скульптурное решение памятной стелы «Город воинской славы» утверждено Российским организационным комитетом «Победа» в 2008 году по результатам открытого всероссийского конкурса, в котором победил проект авторского коллектива в составе: заслуженный архитектор России И. Н. Воскресенский, Г. А. Ишкильдина, В. В. Перфильев, народный художник России С. А. Щербаков. Символ мужества и воинской славы представляет собой полированную 10-тонную гранитную колонну дорического ордера высотой в 11,5 м. Наверху колонны — бронзовый государственный герб России, на постаменте в бронзовом картуше располагается текст Указа Президента РФ о присвоении почётного звания, а на оборотной стороне — бронзовый герб Малгобека. Колонна установлена на площадке, по углам которой размещаются четыре гранитные тумбы с бронзовыми барельефами, посвящёнными военно-историческим событиям, связанным с присвоением городу почётного звания. Памятник стал частью мемориального комплекса Памяти и славы на месте братской могилы 796 защитников Малгобека, который включает также памятник «Малгобекчанам, павшим в боях за Родину» и памятный знак «Труженикам тыла 1941-1945 гг.».
Ещё до официального открытия памятника, в январе 2010 года,  был изменён герб города — его центральным элементом стала памятная стела. В 2010 году была выпущена почтовая марка, посвящённая этому событию. В 2011 году была выпущена памятная монета, посвящённая присвоению Малгобеку звания Города воинской славы, номиналом 10 рублей. О военно-исторических событиях, ставших основанием для присвоения Малгобеку почётного звания, рассказывают экспозиции музея боевой и трудовой славы Малгобека, где вместе с другими символами хранится Меч Победы, вручённый Малгобеку, как и другим городам воинской славы, 9 июня 2022 года в зале Славы Музея Победы в парке Победы на Поклонной горе в Москве. Изготовленный в Златоусте меч покрыт золотом высшей 999,9 пробы и инкрустирован уральскими самоцветами — гранатами, символизирующими пролитую кровь, и голубыми топазами, которые считаются символом мира. Длина мечей составляет 1,2 метра, вес — более пяти килограммов. На клинке, украшенном растительным орнаментом, высечены знаменитые слова князя Александра Невского: «Кто с мечом к нам придет, тот от меча и погибнет». Ранее, в апреле 2015 года, аналогичные Мечи Победы были переданы на вечное хранение городам-героям.

## Галерея

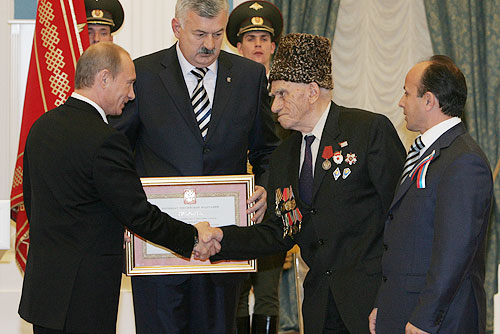
Вручение Путиным грамоты о присвоении звания «Город воинской славы» мэру города М. А. Алиханову (в центре). 7 ноября 2007 года.
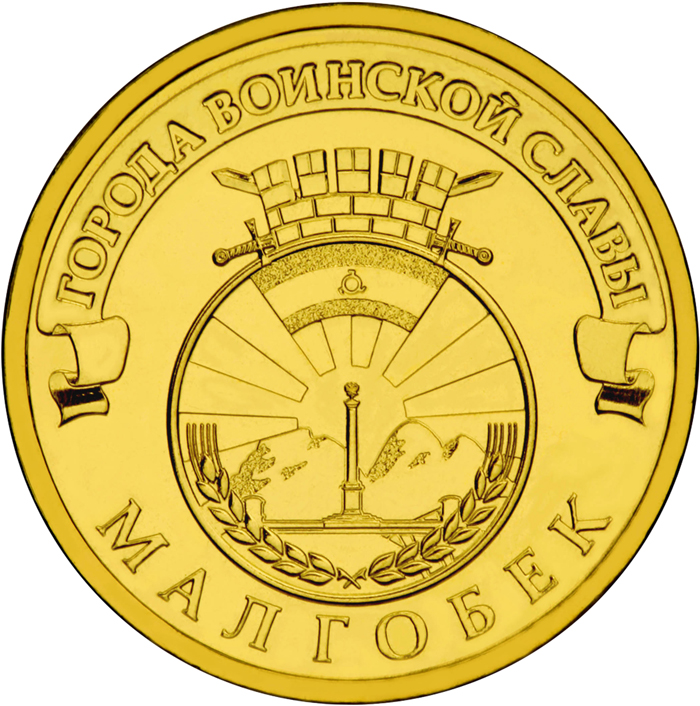
Памятная монета, посвящённая присвоению Малгобеку почётного звания Город воинской славы.
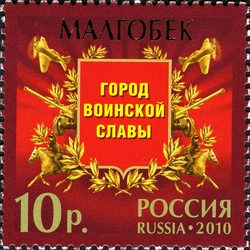
Почтовая марка, выпущенная по случаю присвоения Малгобеку звания Город воинской славы.
Герб Малгобека (с 2020 года).